# Stine Lise Hattestad
Stine Lise Hattestad (n. 30 aprilie 1966, Oslo, Norvegia) este o sportivă ce a reprezentat Norvegia, medaliată olimpică. A participat la 2 ediții ale Jocurilor Olimpice (1992, 1994) în care a câștigat o medalie de aur și o medalie de bronz.